# Oberlindach BE
Oberlindach ist eine Ortschaft der Gemeinde Kirchlindach im Kanton Bern in der Schweiz.
Das Dorf an der Strasse zwischen Kirchlindach und Zollikofen ist ein Teil der Gemeinde Kirchlindach. Neben dem Ortskern mit mehreren Bauernhäusern und der ehemaligen Käserei besteht es aus einigen Kleingewerbebetrieben, Mehr- und Einfamilienhäusern.

## Geschichte

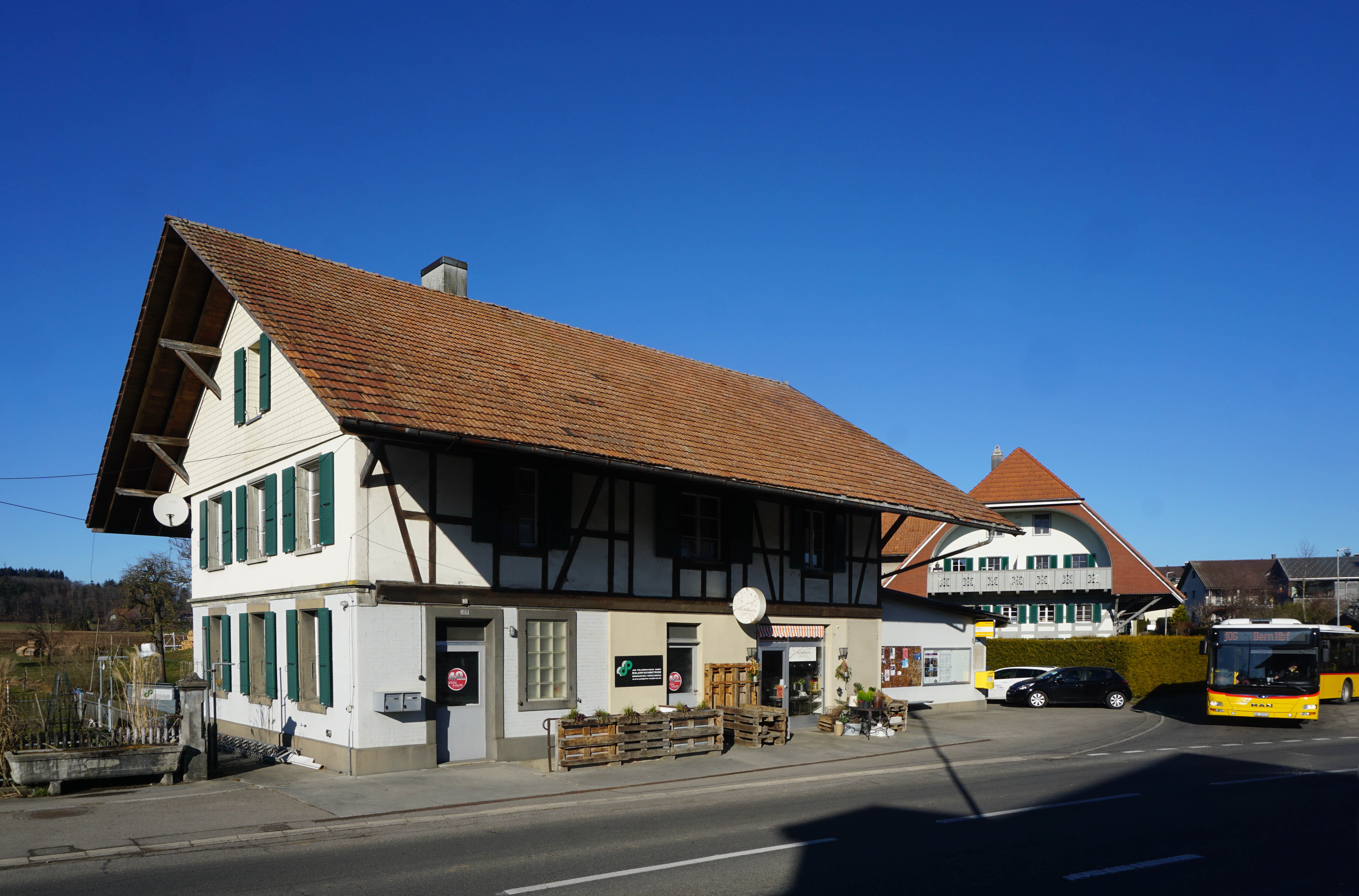
Ehemalige Käserei in Oberlindach

Oberlindach war, wie die anderen zu Kirchlindach gehörenden Weiler und Ortschaften Niederlindach, Jetzikofen und Herrenschwanden, ein Zelgdorf. Aus der Dorf- oder Zehntgütergemeinde Oberlindach wurde nie eine eigenständige Bürgergemeinde. Ihr Gebiet unterstand seit 1831 den zwei politischen Einwohnergemeinden Bremgarten-Stadtgericht und Kirchlindach. Eine Vereinbarung beider Gemeinden von 1694 erlaubte es den Oberlindachern, Kirche und Schule im nahen Kirchlindach zu besuchen. Bis heute besitzt der Ort keine eigene Schule, die Kinder besuchen die Schulen in Kirchlindach. Bis 1880 gehörten grosse Teile des Orts wie auch in Niederlindach und Herrenschwanden zum Kirchenspiel Bremgarten. Per Dekret des Grossen Rats von Bern vom 29. Mai 1880 wurden diese Orte der Gemeinde Kirchlindach zugeschlagen. In der «Dorftrucke» von Oberlindach, die beim Abbruch des alten Spritzenhauses gefunden wurde, sind einzigartige Dokumente von 1549 bis 1937 aufbewahrt. Diese Truhe wurde 1947 von den Gebrüdern Glauser dem Staatsarchiv Bern übergeben.

## Flugplatz Oberlindach

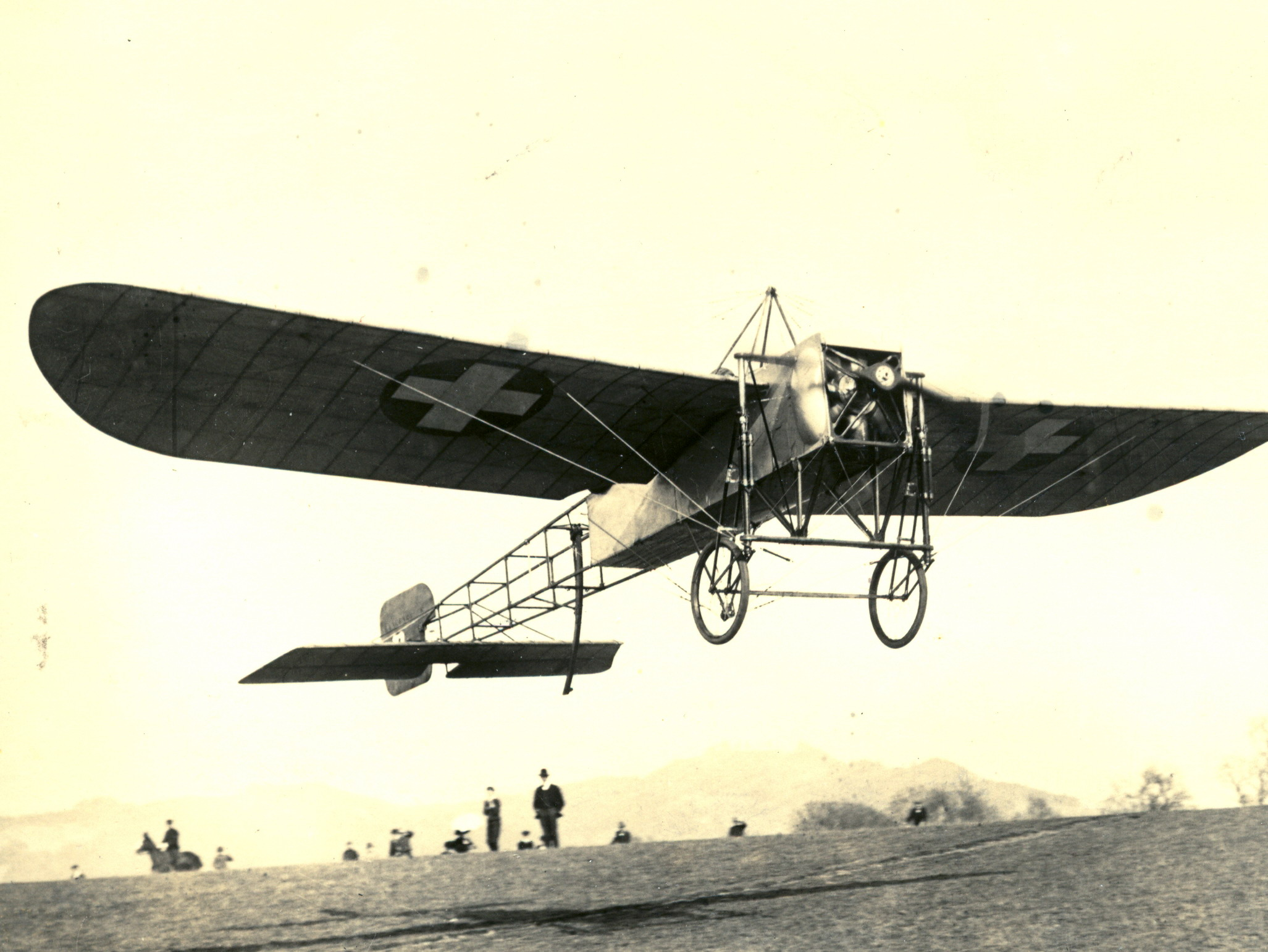
Mit dieser Blériot XI hatte Oskar Bider 1913 nach seiner Alpenüberquerung in Oberlindach eine Bruchlandung

In der Wintermatt bei Oberlindach wurde zwischen 1919 und 1922 ein Flugfeld betrieben. Nachdem ab 8. Januar 1919 eine militärische Luftkurierverbindung vom Militärflugplatz Dübendorf zum Flugplatz Beundenfeld bestanden hatte, wurde sie auf Vorschlag der Oberpostdirektion als öffentliche Flugpost-Verbindung zum Flugplatz Lausanne-La Blécherette verlängert. Doch bereits am 28. März 1919 musste der Betrieb wegen der gefährlichen Startbedingungen eingestellt werden. Bei der Suche nach einer neuen Start-und-Lande-Bahn wurde als Landungsplatz das Gelände bei Kirchlindach-Oberlindach vorgeschlagen, das dem Cheffluglehrer Oberleutnant Oskar Bider bestens bekannt war. Er hatte dort im Herbstmanöver, am 10. September 1913, bei einem Nachtflug eine Notlandung mit der privaten Blériot XI glücklich überlebt. Der Pachtvertrag mit dem Landbesitzer der Wiesen wurde für einen Zins von jährlich 17 Franken abgeschlossen, und am 30. April 1919 startete nach mehreren Probeflügen mit einer Häfeli DH-3 der erste Flug mit Postsendungen nach Lausanne-Blécherette. Das Projekt war von Beginn an nicht rentabel und musste trotz des Angebots für Passagierflüge auf 1. November 1919 eingestellt werden. Walter Mittelholzer übernahm darauf den Flugplatz-Betrieb mit einer privaten Firma und bot Passagierflüge und Spezialtransporte an. Wegen der zu der Zeit grassierenden Maul- und Klauenseuche konnte der für 1920 geplante «Berner Flugtag» nicht stattfinden und auch Rundflüge über das Emmental wurden verboten. Damit war das Ende des Oberlindacher Flugplatzes besiegelt. Der bereits gebaute Hangar wurde abgebrochen und nach Dübendorf verfrachtet, der Bauer pflügte das Feld um.
Über 30 Jahre später, 1954, plante man einen Kontinentalflughafen Bern-Nord zwischen Oberlindach und Herrenschwanden. Der heftige Widerstand der Bevölkerung veranlasste den Grossen Rat des Kantons Bern zur definitiven Aufgabe des Projekts per 20. September 1972.

## Sehenswürdigkeiten

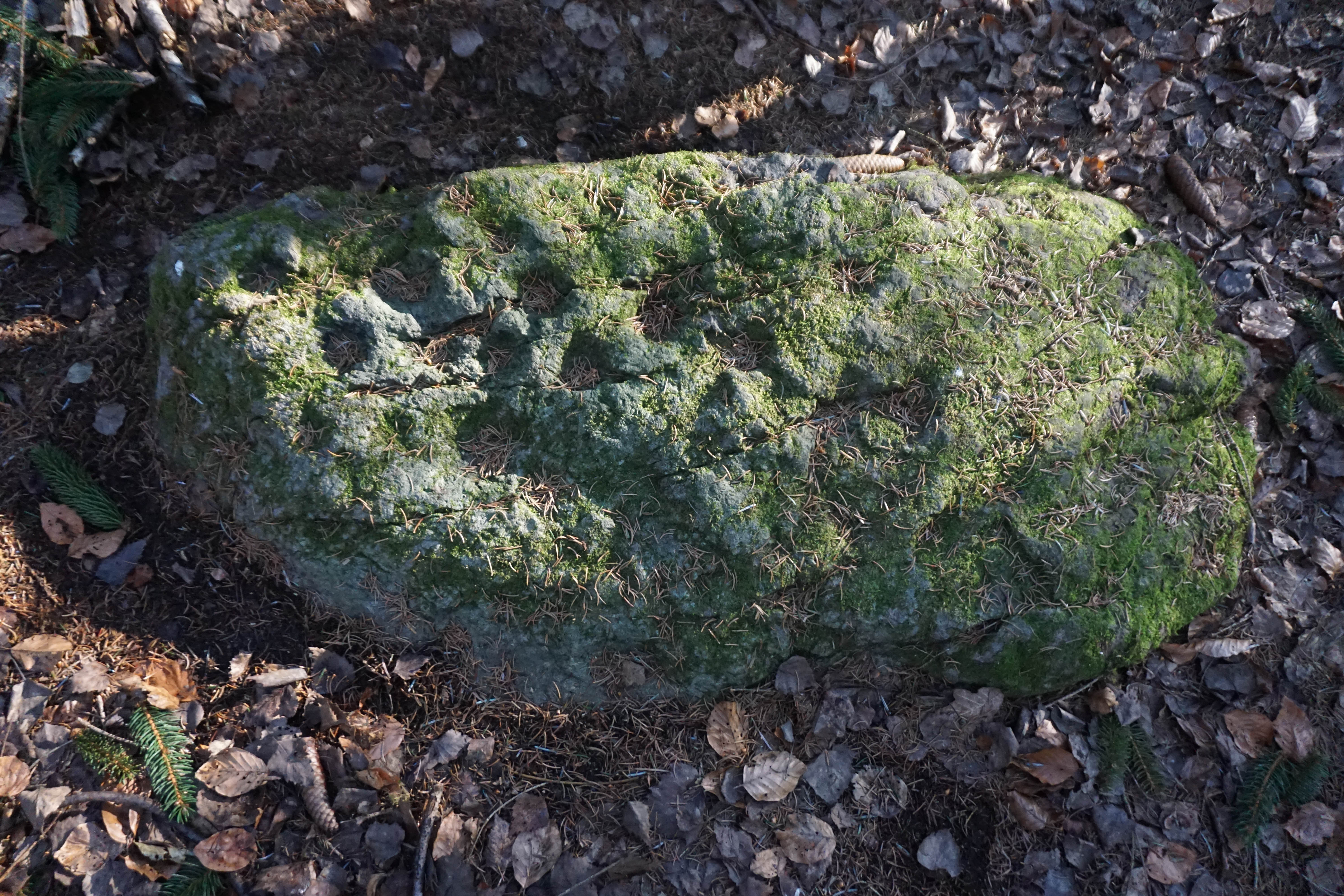
Der Schalenstein im Tannholz mit den markanten, runden Einbuchtungen, gefunden 1962

Im Tannholz wurde 1962 ein Schalenstein entdeckt. Über seine Bedeutung und Entstehung ist nichts Bestimmtes bekannt.